# Îles Banyak

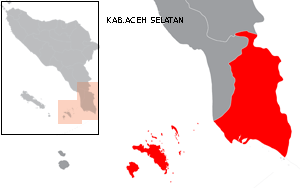
Emplacement des îles Banyak dans le kabupaten d'Aceh Singkil

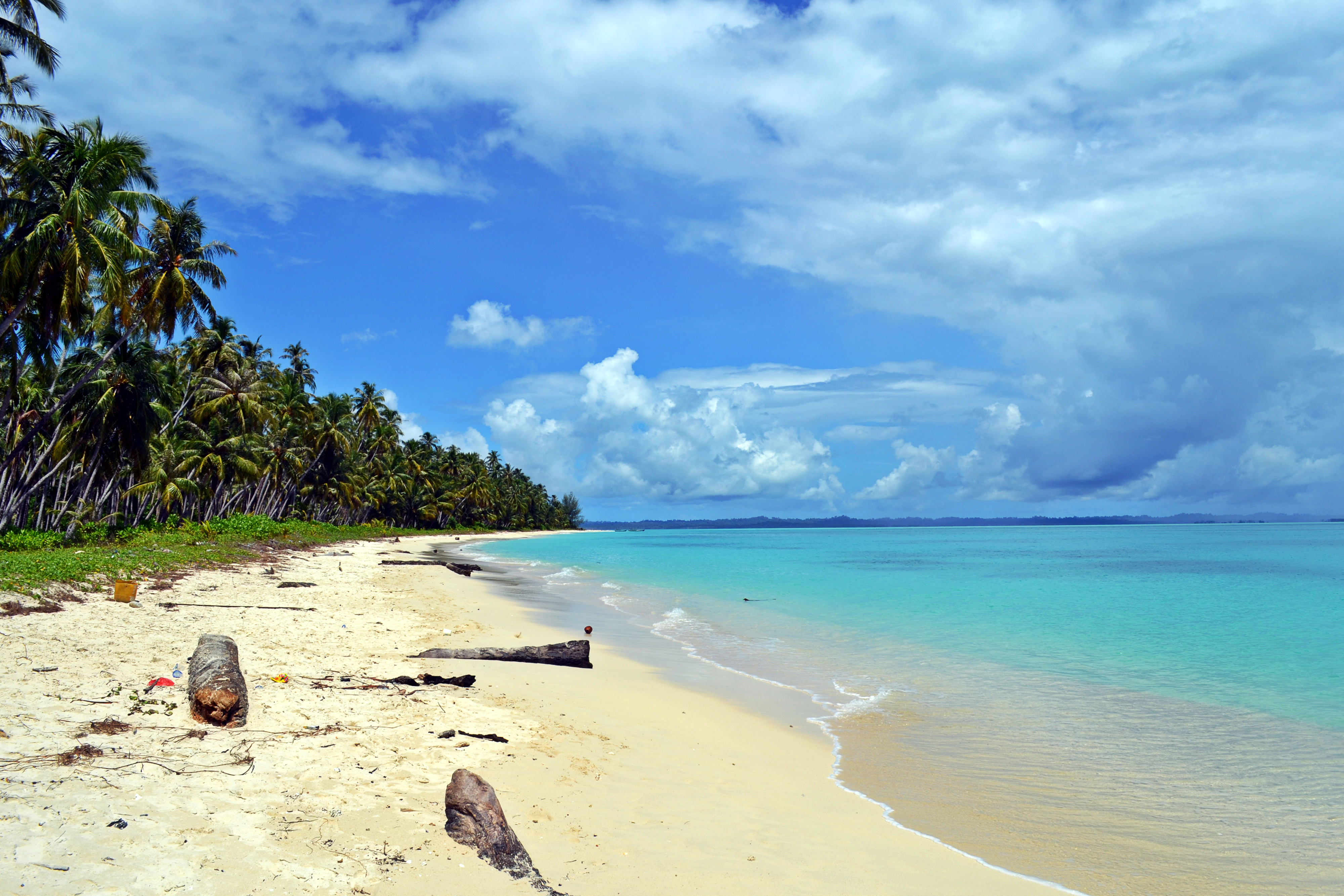
Plage sur l'île de Palambak

Les îles Banyak (« nombreuses ») sont un groupe d'îles d'Indonésie, pour la plupart inhabitées, situées dans la partie est de l'océan Indien, au nord de l'île de Nias, au sud de celle de Simeulue et à 29 km au large de la côte ouest de Sumatra.

## Description générale
Au nombre de 99, elles ont une superficie de 319 km2.
Administrativement, l’archipel est séparé en 2 kecamatan (district) du kabupaten d'Aceh Singkil dans la province d'Aceh. 
Le premier kecamatan (mal) nommé « Pulau Banyak » constitue la partie orientale de l’archipel. Il comprend notamment les iles de Balei, Ujung Batu et Palambak.
Le second, nommé « Pulau Banyak Barat » constitue la partie occidentale de l’archipel. « Barat » signifie « occidental » en Indonésien. Il inclut notamment les iles Tuanku et Bangkaru.
La population totale est d'environ 10 000 habitants.
La plus grande de ces îles est Tuangku ou Grande Banyak, dont la ville principale est Haloban. La seconde par la taille est Bangkaru. Tuangku est séparée de Bangkaru par une faille.
L'ile la plus peuplée est néanmoins la petite ile de Balai.
Seules Tuangku, Bangkaru et Bago ont une population significative.
Avec Nias et Simeulue, les îles Banyak ont été les plus touchées par le tremblement de terre du 28 mars 2005 de magnitude 8,7 sur l’échelle de Richter qui a touché la côte ouest de Sumatra.
Ces îles font en effet partie d'un grand arc d'îles créé par la collision de la plaque indo-australienne avec la plaque eurasienne. Cette collision a produit l'Himalaya et la plupart des îles de l'Indonésie, ainsi qu'un long arc de montagnes et d'îles qui comprend la chaîne de l'Arakan en Birmanie, les îles Andaman et Nicobar et les îles au large de la côte occidentale de Sumatra.

## Tourisme et transport
Les Banyak sont réputées pour pratiquer le surf.
On peut s'y rendre de plusieurs façons :
- En bateau depuis l'île de Simeulue :
  - Simeulue possède un petit aéroport. Une compagnie privée, Susi Air, relie l'île à Medan, la capitale de la province de Sumatra du Nord, qui possède un aéroport international, dans le cadre d'une mission humanitaire pour la reconstruction de 100 écoles[1].
  - Un autre moyen de se rendre à Simeulue est de prendre le bateau à Sibolga sur la côte ouest de la province de Sumatra du Nord.

- De Sibolga, des cargos assurent une liaison directe avec les îles Banyak, mais ils n'ont pas d'horaires fixes. Une autre possibilité depuis Sibolga est de se rendre par la route à Singkil, d'où un service régulier de bateau dessert Balai, la principale des îles Banyak.

Sibolga est reliée par avion à Medan.